# سارة غراهام
سارة غراهام (بالإنجليزية: Sarah Graham)‏ هي ناشطة حقوق الإنسان بريطانية، ولدت في أبريل 1969 في المملكة المتحدة.